# 沃伦·斯卡夫
沃伦·斯卡夫（英語：Warren Scarfe，1936年12月11日—1964年11月4日），澳大利亚男子自行车运动员。他曾代表澳大利亚参加1958年大英帝国和英联邦运动会自行车比赛，获得男子1公里计时赛银牌。